# 기원전 55년

## 연호
- 전한(前漢) 오봉(五鳳) 3년

## 기년
- 전한(前漢) 선제(宣帝) 19년
- 신라(新羅) 혁거세 거서간(赫居世居西干)  3년

## 사건
- 갈리아 전쟁 4년: 율리우스 카이사르, 라인강 도하와 제1차 브리타니아 침공